# Arctic World Archive
Arctic World Archive (AWA) (pol. Światowe Archiwum Arktyczne, także: Biblioteka Końca Świata: no. Dommedagshvelv[et] lub en. Doomsday vault, Doomsday Library) – budynek do przechowywania ważnych dla ludzkości danych, znajdujący się na archipelagu Svalbard na wyspie Spitsbergen w Norwegii, niedaleko Globalnego Banku Nasion.
Archiwum zawiera dane historyczne i kulturowe z kilku krajów, w tym dokumentację UNICEF-u, zdigitalizowane dzieła sztuki (m.in. Krzyk Edvarda Muncha i Straż Nocną Rembrandta) i literatury (m.in. Boską Komedię Dante Alighieriego z kolekcji Biblioteki Watykańskiej i prozę Olgi Tokarczuk, laureatki literackiej Nagrody Nobla), a także kody źródłowe firmy GitHub, dokumentację CERN-u i dużych firm (np. Siemensa, SCG). W 2024 w archiwum zdeponowano zdigitalizowane autografy muzyczne Fryderyka Chopina ze zbiorów Narodowego Instytutu Fryderyka Chopina.

## Opis

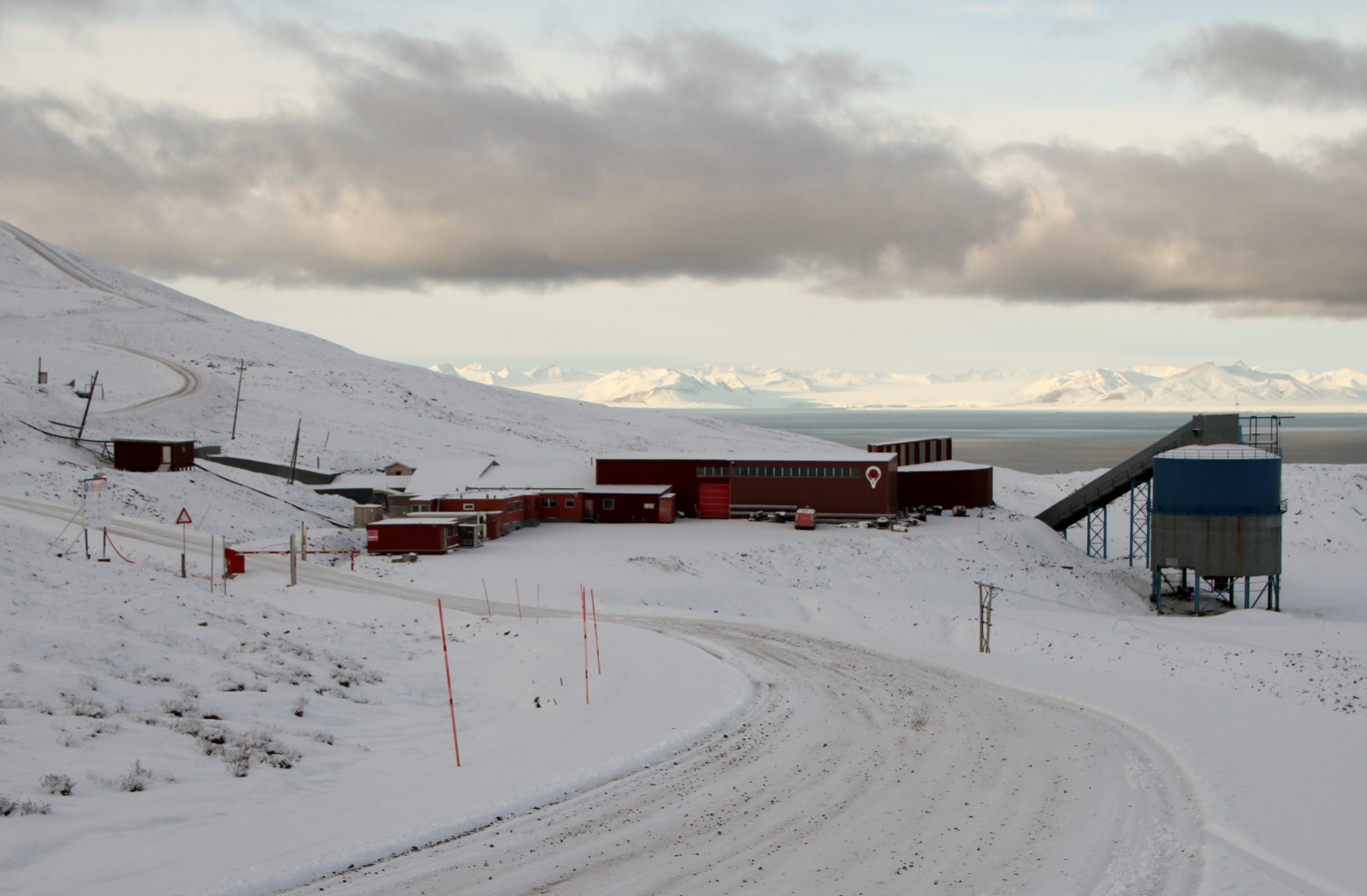
Kopalnia nr 3 w Longyearbyen, obecnie siedziba AWA – stan z 2012 r.

Zdigitalizowane dane zapisywane są na nośniku światłoczułym, będącym 35 mm specjalistyczną taśmą analogową. Technologię od 2007 roku opracowywała prywatna firma Piql. Dane przechowywane są w głęboko zakopanym stalowym skarbcu, każdą rolkę chroni metalowy kontener, aluminiowa kaseta i plastikowe pudełko z kilkusetletnią datą trwałości. Pojemność jednej rolki wynosi 120 gigabajtów. Autorzy technologii, zainspirowani kamieniem z Rosetty i zamieszczonym tam kluczem odczytu napisów w różnych językach, to samo zastosowali w nośnikach AWA: każda rolka ma zapisany kod źródłowy umożliwiający proste rozszyfrowanie zapisu i format pliku. Nośniki danych powinny wytrzymać od 500 do 1000 lat.
Archiwum prowadzone jest jako działalność zarobkowa przez firmę Piql i państwową spółkę górniczą Store Norske Spitsbergen Kulkompani (SNSK).
Biblioteka została otwarta 27 marca 2017. Mieści się w Longyerbyen, w dawnej kopalni węgla Store Norske nr 3. Jako pierwsze zdeponowały tam ważne dla swoich krajów zasoby (m.in. konstytucje) rządy Brazylii, Meksyku i Norwegii.
22 października 2020 w zbiorach AWA znalazł się zapis 4299 stron prozy polskiej pisarki Olgi Tokarczuk, który mieści się na 200 metrach taśmy światłoczułej.